# STS-58
STS-58 — 15-й космический полёт Спейс Шаттла «Колумбия» в рамках программы НАСА по проведению различных медико-биологических экспериментов. Исследования проводились в лабораторном модуле «Спейслэб» в грузовом отсеке шаттла. Данный полёт стал пятнадцатым для Спейс Шаттла Колумбия. Экспедиция стартовала 18 октября 1993 года из Космического центра Кеннеди в штате Флорида.

## Экипаж
- (НАСА): Джон Блаха (4) — командир
- (НАСА): Ричард Сирфосс (1) — пилот
- (НАСА): Маргарет Седдон (3) — специалист по программе полёта 1
- (НАСА): Уильям Макартур (1) — специалист по программе полёта 2
- (НАСА): Дейвид Вулф (1) — специалист по программе полёта 3
- (НАСА): Шеннон Лусид (4) — специалист по программе полёта 4
- (НАСА): Мартин Феттман (единственный) — специалист по полезной нагрузке

## Параметры полёта
- Масса:
  - Стартовая при запуске: 103 146 кг
  - Полезной нагрузки: 11 803 кг
- Перигей: 284 км
- Апогей: 294 км
- Наклонение: 39,0°
- Период вращения: 90,3 мин